# Liên hoan phim Việt Nam lần thứ 5
Liên hoan phim Việt Nam lần thứ 5 tiếp tục được tổ chức tại Hà Nội, từ ngày 12 đến ngày 19 tháng 5 năm 1980, với khẩu hiệu: "Vì Tổ quốc Xã hội Chủ nghĩa và hạnh phúc của nhân dân. Vì sự phát triển của nền điện ảnh dân tộc".

## Tổng quan
Liên hoan phim Việt Nam lần thứ 5 được tổ chức nhân dịp kỷ niệm 90 năm ngày sinh của Chủ tịch Hồ Chí Minh. Đây được xem là một liên hoan phim thành công khi những bộ phim truyện đạt giải Bông sen vàng như Cánh đồng hoang, Mẹ vắng nhà, Những người đã gặp được xem là những bộ phim đỉnh cao của Việt Nam sau chiến tranh. Trong đó, Cánh đồng hoang không chỉ là một bộ phim xuất sắc khi liên tiếp giành được giải thưởng ở nhiều hạng mục mà còn là bộ phim Việt Nam giành giải thưởng cao nhất tại một liên hoan phim quốc tế hạng A, Liên hoan phim quốc tế Moskva. Cũng tại liên hoan phim này, đạo diễn Hồng Sến đã có 2 phim giành được giải thưởng. Bên cạnh Cánh đồng hoang nhận được Bông sen vàng, tác phẩm Mùa gió chướng của ông cũng nhận được giải Bông sen bạc.
Nếu Liên hoan phim Việt Nam lần thứ 4 đánh dấu bước chuyển tiếp của nền điện ảnh Việt Nam từ nghệ thuật điện ảnh thời chiến chuyển sang thời bình, thì liên hoan phim lần thứ 5 này được xem là cột mốc đánh dấu bước phát triển mới của điện ảnh Việt Nam sau khi đất nước thống nhất. Có tất cả 129 bộ phim tham gia tranh giải. Bên cạnh thể loại phim truyện, đã có 6 giải Bông sen vàng được chia đều thể loại phim tài liệu và phim hoạt hình. Về mảng phim truyện, những bộ phim về đề tài miền Nam có phần nổi trội hơn khi chiếm 2 trong 3 Bông sen vàng và toàn bộ Bông sen bạc. Liên hoan phim lần này cũng đánh dấu một cột mốc quan trọng của mảng phim hoạt hình Việt Nam khi Xưởng phim Thành phố Hồ Chí Minh ra mắt công trình đồ sồ Dế mèn phiêu lưu ký với độ dài 4 cuốn, còn Xưởng phim Hà Nội cũng hoàn thành bộ phim thần thoại dài 3 cuốn mang tên Âu Cơ – Lạc Long Quân.
Liên hoan lần này đi sâu hơn vào hoạt động chuyên môn và chú trọng đến chất lượng tác phẩm khi tổ chức hội thảo "Phấn đấu nâng cao chất lượng phim" với sự tham gia của đông đảo các nhà phê bình phim, nhà làm phim, biên kịch. Khán giả tại Hà Nội thức suốt đêm để tập trung tại rạp chiếu phim Tháng Tám để yêu cầu tăng số suất chiếu. Đặc biệt, hai buổi dạ hội tại công viên Lenin đã thu hút hàng chục nghìn người hưởng ứng, gặp gỡ các nghệ sĩ điện ảnh.

## Giải thưởng cho tác phẩm

### Phim điện ảnh
| Giải thưởng   | Phim               | Năm  | Đạo diễn                          | Biên kịch                     | Quay phim            | Sản xuất | Nguồn         |
| ------------- | ------------------ | ---- | --------------------------------- | ----------------------------- | -------------------- | -------- | ------------- |
| Bông sen vàng | Cánh đồng hoang    | 1979 | NSND Hồng Sến                     | Nguyễn Quang Sáng             | NSND Đường Tuấn Ba   | XNPTHHCM | [ 8 ] [ 9 ]   |
| Bông sen vàng | Những người đã gặp | 1979 | - NSND Trần Vũ - NSND Trần Phương | Bành Bảo                      | NSƯT Trần Trung Nhàn | XNPTVN   | [ 10 ] [ 11 ] |
| Bông sen vàng | Mẹ vắng nhà        | 1979 | NSND Khánh Dư                     | NSND Khánh Dư                 | Phạm Ngọc Lan        | XNPTVN   | [ 12 ] [ 13 ] |
| Bông sen bạc  | Mối tình đầu       | 1977 | NSND Hải Ninh                     | NSND Hải Ninh, Hoàng Tích Chỉ | Nguyễn Quang Tuấn    | XNPTVN   | [ 14 ] [ 15 ] |
| Bông sen bạc  | Tội lỗi cuối cùng  | 1979 | NSND Trần Phương                  | NSND Trần Phương              | NSƯT Trần Trung Nhàn | XNPTVN   | [ 16 ] [ 17 ] |
| Bông sen bạc  | Mùa gió chướng     | 1978 | NSND Hồng Sến                     | Nguyễn Quang Sáng             | NSND Đường Tuấn Ba   | XNPTHHCM | [ 18 ] [ 18 ] |
| Giải đặc biệt | Tuổi thơ           | 1979 | NSƯT Nguyễn Xuân Chân             | - Dương Thu Hương - Xuân Chân | Đinh Văn Viện        | XNPTVN   | [ 17 ] [ 19 ] |
| Bằng khen     | Giữa hai làn nước  | 1977 | Bùi Sơn Duân                      | Trần Thanh Giao               | Nguyễn Đông Hồng     | XNPTHHCM | [ 20 ] [ 21 ] |
| Bằng khen     | Như thế là tội ác  | 1979 | NSND Huy Thành                    | Thiếu Linh, Ngọc Linh         | Trần Ngọc Huỳnh      | XNPTHHCM | [ 22 ] [ 23 ] |

### Phim tài liệu
| Giải thưởng   | Phim                                | Năm  | Đạo diễn             | Biên kịch            | Quay phim              | Sản xuất | TK            |
| ------------- | ----------------------------------- | ---- | -------------------- | -------------------- | ---------------------- | -------- | ------------- |
| Bông sen vàng | Đường về tổ quốc                    | 1980 | NSND Bùi Đình Hạc    | Hồng Hà              | NSƯT Đỗ Duy Hùng       | XPTSTLTW | [ 24 ] [ 25 ] |
| Bông sen vàng | Nguyễn Ái Quốc đến với Lenin        | 1979 | NSND Bùi Đình Hạc    | Hồng Hà              | NSƯT Đỗ Duy Hùng       | XPTSTLTW | [ 26 ] [ 27 ] |
| Bông sen vàng | Phản bội                            | 1978 | NSND Trần Văn Thủy   | NSND Trần Văn Thủy   | Phạm Quang Phúc        | XPTSTLTW | [ 28 ] [ 29 ] |
| Bông sen bạc  | Chặng đường tới Điện Biên           | 1978 | NSƯT Lê Đình Lâm     | NSƯT Lê Đình Lâm     |                        | XPQĐND   | [ 30 ]        |
| Bông sen bạc  | Hình ảnh Quân đội số 5 - 1979       | 1979 | Thời sự Quân đội     | Thời sự Quân đội     | NSƯT Nguyễn Thành Thái | XPQĐND   | [ 31 ] [ 32 ] |
| Bông sen bạc  | Qua cơn vật vã                      | 1978 | Thanh Huyền          | Ngọc Hiến            | Phan Minh Tuấn         | HPGP     | [ 33 ]        |
| Bông sen bạc  | Những hội viên chữ thập đỏ Việt Nam | 1980 |                      |                      |                        |          | [ 34 ]        |
| Bông sen bạc  | Thời sự số 6 - 1979                 | 1979 |                      |                      |                        |          | [ 31 ]        |
| Bằng khen     | Cuộc chiến đấu trên cửa Nam Triệu   |      | NSƯT Nguyễn Gia Định | NSƯT Nguyễn Gia Định |                        | XPQĐND   | [ 35 ]        |
| Bằng khen     | Chuyện kể từ đất Angkor             | 1979 | Trần Thanh Hùng      |                      | Trần Thanh Hùng        | HPGP     | [ 36 ]        |
| Bằng khen     | Chuyện mới ở Thủ Đức                | 1977 | Nguyễn Quế           |                      | Nguyễn Quế             | HPNĐC    | [ 37 ] [ 38 ] |
| Bằng khen     | Nhìn lại Côn Đảo                    | 1979 | Lê Trác              | Hoàng Phủ Ngọc Phan  | Lê Thanh Nhàn          | HPGP     | [ 39 ]        |

### Phim khoa học
| Giải thưởng  | Phim                                  | Năm  | Đạo diễn           | Quay phim          | Sản xuất | TK            |
| ------------ | ------------------------------------- | ---- | ------------------ | ------------------ | -------- | ------------- |
| Bông sen bạc | Kỹ thuật cơ bản luồn sâu của đặc công | 1977 | NSƯT Phạm Tiến Đại |                    | XPQĐND   | [ 40 ]        |
| Bông sen bạc | Học văn, Học vần                      | 1977 | NSND Lương Đức     | NSND Lương Đức     | XPTSTLTW | [ 41 ]        |
| Bông sen bạc | Ong mắt đỏ                            | 1980 | NSƯT Nguyễn Như Ái | NSƯT Nguyễn Như Ái | XPTSTLTW | [ 42 ] [ 31 ] |
| Bông sen bạc | Hóc Môn, 18 thôn vườn trầu            | 1979 | Lương Xuân Tâm     | Phạm Phò           | HPGP     | [ 43 ]        |

### Phim hoạt hình
| Giải thưởng   | Phim                  | Năm  | Đạo diễn                              | Biên kịch                 | Sản xuất | Chú   | Nguồn         |
| ------------- | --------------------- | ---- | ------------------------------------- | ------------------------- | -------- | ----- | ------------- |
| Bông sen vàng | Âu Cơ - Lạc Long Quân | 1980 | Nghiêm Dung, Mai Long                 | Trần Ngọc Thanh, Mai Long | XNPHHVN  | [ a ] | [ 44 ] [ 45 ] |
| Bông sen vàng | Ông Trạng thả diều    | 1977 | Đinh Trang Nguyên                     | Hà Ân                     | XPHHBB   | [ b ] | [ 46 ] [ 47 ] |
| Bông sen vàng | Dế Mèn phiêu lưu ký   | 1980 | NSND Trương Qua                       | Tô Hoài, Trương Qua       | XNPTHHCM | [ a ] | [ 48 ] [ 49 ] |
| Bông sen bạc  | Anh bạn mũi dài       | 1977 | Nghiêm Dung                           | Lê Phi Hùng               | XPHHBB   | [ a ] | [ 44 ] [ 50 ] |
| Bông sen bạc  | Ba chú dê con         | 1978 | Nguyễn Vi                             | Cửu Thọ, Nguyễn Vi        | XNPTHHCM | [ a ] | [ 51 ] [ 52 ] |
| Bông sen bạc  | Cún con làm nhiệm vụ  | 1979 | Bảo Quang                             | NSƯT Hồ Quảng             | XNPHHVN  | [ a ] | [ 53 ] [ 54 ] |
| Bông sen bạc  | Giải nhất thuộc về ai | 1978 | NSND Phạm Minh Trí                    | Vân Anh                   | XPHHBB   | [ a ] | [ 55 ] [ 56 ] |
| Bông sen bạc  | Thành phố tùy ý muốn  | 1979 | Hữu Đức                               | Vân Anh                   | XNPHHVN  | [ b ] | [ 57 ] [ 58 ] |
| Bằng khen     | Cốc và Cò             | 1978 | Hồ Đắc Vũ                             | Hương Vũ                  | XNPTHHCM | [ a ] | [ 59 ] [ 60 ] |
| Bằng khen     | Em bé và chiếc gương  | 1978 | NSND Trương Qua                       | Văn Biển                  | XNPTHHCM | [ a ] | [ 61 ] [ 62 ] |
| Bằng khen     | Bộ đồ nghề nổi giận   | 1978 | NSND Ngô Mạnh Lân, NSND Phạm Minh Trí | Trần Quan Hùng            | XNPHHVN  | [ a ] | [ 58 ] [ 63 ] |
| Bằng khen     | Chim vàng và hạt đỗ   | 1979 | Đỗ Trần Hiệt                          | Hứa Văn Đinh              | XNPHHVN  | [ e ] | [ 64 ] [ 65 ] |

## Giải thưởng cá nhân

### Phim truyện
| Đạo diễn xuất sắc |                                                                                              |
| - NSND Nguyễn Hồng Sến – Cánh đồng hoang, Mùa gió chướng. - NSND Hải Ninh – Mối tình đầu.                               |                                                                                              |
| Nam diễn viên chính xuất sắc                                                                                            | Nữ diễn viên chính xuất sắc                                                                  |
| - NSND Thế Anh – Mối tình đầu. - NSND Lâm Tới – Cánh đồng hoang, Mùa gió chướng.                                        | - NSƯT Thùy Liên – Mùa gió chướng, Tình đất Củ Chi. - NSND Phương Thanh – Tội lỗi cuối cùng. |
| Quay phim xuất sắc | Biên kịch xuất sắc                                                                           |
| - NSND Đường Tuấn Ba – Cánh đồng hoang, Mùa gió chướng. - NSƯT Trần Trung Nhàn – Những người đã gặp, Tội lỗi cuối cùng. | - Nguyễn Quang Sáng – Cánh đồng hoang. - Bành Bảo – Những người đã gặp.                      |
| Thiết kế mĩ thuật xuất sắc                                                                                              | Âm nhạc xuất sắc                                                                             |
| - NSND Đào Đức – Mối tình đầu.                                                                                          | - Chu Minh – Mẹ vắng nhà.                                                                    |

### Phim tài liệu, khoa học
| Đạo diễn phim tài liệu xuất sắc  | Âm nhạc xuất sắc                            | Đạo diễn phim khoa học xuất sắc    |
| - NSND Trần Văn Thủy – Phản bội. | - Đàm Linh – Nguyễn Ái Quốc đến với Lê-nin. | - NSƯT Nguyễn Như Ái – Ong mắt đỏ. |

### Phim hoạt họa, thiếu nhi
| Đạo diễn xuất sắc                             | Biên kịch xuất sắc                                                           |
| - NSND Phạm Minh Trí – Giải Nhất thuộc về ai. | - NSƯT Hồ Quảng – Cún con làm nhiệm vụ.                                      |
| Họa sĩ chính xuất sắc                         | Họa sĩ động tác xuất sắc                                                     |
| - Tô Ngọc Thành – Ông Trạng thả diều.         | - Hồ Đắc Vũ – Dế Mèn phiêu lưu ký. - Trần Trọng Bình – Cún con làm nhiệm vụ. |